# Prawda (Świat Dysku)
Prawda (ang. The Truth) – humorystyczna powieść fantasy Terry'ego Pratchetta dwudziesta piąta część cyklu Świat Dysku, wydana w 2000 roku (polskie wydanie - Prószyński i S-ka, maj 2007, ISBN 83-7469-503-9) Jest to szósta część podcyklu o Straży Miejskiej, zaliczana też do podcyklu "biznesowego".
"Wstrząsające sceny w Ankh-Morpork! Patrycjusz atakuje urzędnika z nożem! (On miał nóż, nie urzędnik) Tajemnicze wydarzenia w Stajniach - dziwny zapach mięty! Straż zagubiona!" - Na szczęście, sytuację ratuje William de Worde - pierwszy dziennikarz i wydawca azety ("Prawda Cię wyzwoli! - A-Z!") w mieście, prowadzący śledztwo na własną rękę i informujący o nim na bieżąco swych czytelników. Musi jednak zmierzyć się nie tylko z bezwzględnymi spiskowcami, Nową Firmą ale i z niechęcią wielu wysoko postawionych osób oraz z nieuczciwą konkurencją, wydającą tani tabloid...